# Шапиро, Григорий Яковлевич
Григорий Яковлевич Шапиро (1 января 1908, Оренбург — 12 апреля 1942, Ульяновск) — советский военный деятель, подполковник, начальник штаба 14-й танковой дивизии на Западном фронте летом 1941 года.

## Ранние годы
Родился 1 января 1908 года в Оренбурге. Отец, Яков Вениаминович Шапиро (1873—1922), работал кожевником. Мать, Груния Иосифовна Шапиро (урождённая Меламед, 1884—1930) — домохозяйка, дочь одного из основателей палестинофильского и сионистского движения, раввина Иосифа Абрамовича Меламеда.
В 1924 году окончил школу-девятилетку, затем работал служащим на кожевенных предприятиях Оренбурга. В 1927 году переехал в Ленинград, работал сортировщиком кожаного сырья на Ленинградской пушно-сырьевой базе. С 1929 года член ВКП(б).

## На службе в Красной армии
В РККА с 1930 года. В 1931—1933 годах шифровальщик, помощник начальника 8 отдела штаба Ленинградского военного округа, помощник начальника 6-й (шифровальной) части штаба 11-го мехкорпуса (Ленинград). С декабря 1933 г. — слушатель Военной академии моторизации и механизации РККА имени Сталина. В декабре 1937 г. в звании капитана окончил ВАММ с дипломом 1-й степени.
В январе 1938 г. едва избежал ареста как племянник «врага народа» — директора 1-го Государственного подшипникового завода им. Л. М. Кагановича Ильи Иосифовича Меламеда (1895—1938). Получил строгий партийный выговор «за притупление партийной бдительности».
С января 1938 г. — командир 11-й роты 3-й тяжёлой танковой бригады, затем 39-й легкотанковой бригады МВО. С 1939 г. — начальник тыла 55-й легкотанковой бригады. Участник Освободительного похода РККА в Западную Белоруссию, Финской войны, установления советской власти в Литве. В январе — апреле 1940 г. командовал сводным автобатальоном обслуживания Архангельского порта. За участие в Финской войне по представлению Ивана Дмитриевича Папанина награждён орденом Красной Звезды. С июля 1940 г. — начальник разведки 14-й танковой дивизии 7-го мехкорпуса.
С 23 июня 1941 г. — на Западном фронте. Эвакуировал из Минска труппу МХАТа. Участник Лепельского контрудара, обороны Смоленска. В июле-августе 1941 г. — начальник оперативного отделения, начальник штаба 14-й танковой дивизии, командир полка в составе Ярцевской группы войск генерала Рокоссовского. 8 августа 1941 г. награждён орденом Красного Знамени. После тяжёлого ранения с 9 сентября 1941 г. — командир учебного батальона курсантов 2-го Ульяновского танкового училища им. М. И. Калинина. С 30 декабря 1941 г. — майор, с 17 апреля 1942 г. — подполковник.

## Смерть
8 апреля 1942 г. во время руководства операцией по продвижению баржи с военными грузами, застрявшей в волжских льдах в окрестностях Ульяновска, упал в ледяную воду и простудился. Умер 12 апреля 1942 г. в Ульяновске от менингита. Похоронен на Городском кладбище (ныне Воскресенский некрополь, улица Карла Маркса). С 1983 года над могилой шефствуют ученики средней школы № 15 г. Ульяновска.

## Награды
- Орден Красной Звезды № 19575[1] (награждён в Кремле 8 мая 1941 г.)
- Орден Красного Знамени № 5621[2] (награждён в Кремле 12 августа 1941 г.)

## Семья
- Жена — Серафима Фёдоровна Прутцкова (1915—1990), врач-хирург.
  - Сын — Владимир Григорьевич Прутцков (1940—1991), писатель-сатирик.
- Двоюродный брат — физик-теоретик Виталий Иосифович Гольданский.
- Дядя — хозяйственный деятель Илья Иосифович Меламед.